# Henri Belena
Henri Belena (ur. 4 grudnia 1940 w Madrycie, zm. 16 maja 2020 w Troyes) – hiszpański kolarz szosowy reprezentujący też Francję, srebrny medalista mistrzostw świata.

## Kariera
Henri Belena urodził się w stolicy Hiszpanii - Madrycie i do maja 1960 roku reprezentował ten kraj. Największy sukces w karierze osiągnął w 1961 roku, kiedy, już jako reprezentant Francji, zdobył srebrny medal w wyścigu ze startu wspólnego amatorów podczas mistrzostw świata w Bernie. W zawodach tych wyprzedził go jedynie jego rodak Jean Jourden, a trzecie miejsce zajął kolejny Francuz - Jacques Gestraud. Był to jednak jedyny medal wywalczony przez Belenę na międzynarodowej imprezie tej rangi. Na rozgrywanych rok później mistrzostwach świata w Salò zajął dopiero 42. miejsce. Jeszcze jako reprezentant Hiszpanii zajął drugie miejsce w wyścigu Paryż-Troyes w 1960 roku. Nigdy nie wystąpił na igrzyskach olimpijskich. Jako zawodowiec startował w 1963-1974.